# Augusto Lamo Castillo
Augusto Lamo Castillo (Madrid, 1938. szeptember 25. – 2002. szeptember 10.) spanyol nemzetközi labdarúgó-játékvezető. Egyéb foglalkozása: egy export-import vállalat vezérigazgatója.

## Pályafutása

### Nemzeti játékvezetés
A játékvezetői vizsgát 1960-ban tette le, 1974-ben lett hazája legfelső szintű labdarúgó-bajnokságának játékvezetője. A nemzeti játékvezetéstől 1986-ban búcsúzott el. Első ligás mérkőzéseinek száma: 116.

### Nemzetközi játékvezetés
A Spanyol labdarúgó-szövetség Játékvezető Bizottsága (JB) terjesztette fel nemzetközi játékvezetőnek, a Nemzetközi Labdarúgó-szövetség (FIFA) 1977-től tartotta nyilván bírói keretében. A FIFA JB központi nyelvei közül a spanyolt, az angolt és a franciát beszéli. Több válogatott és nemzetközi klubmérkőzést vezetett, vagy működő társának partbíróként segített. A spanyol nemzetközi játékvezetők rangsorában, a világbajnokság-Európa-bajnokság sorrendjében  a 15. helyet foglalja el 6 találkozó szolgálatával. A nemzetközi játékvezetéstől 1986-ban vonult vissza. Válogatott mérkőzéseinek száma: 11.

#### Labdarúgó-világbajnokság

##### U20-as labdarúgó-világbajnokság
Japán rendezte a 2., az 1979-es ifjúsági labdarúgó-világbajnokságot, ahol a FIFA JB bírói szolgálattal bízta meg.

###### 1979-es ifjúsági labdarúgó-világbajnokság
| Időpont             | Helyszín                | Mérkőzés típusa              | Mérkőzés                  | Eredmény | Nézők száma |
| ------------------- | ----------------------- | ---------------------------- | ------------------------- | -------- | ----------- |
| 1979. augusztus 26. | Központi Stadion, Omiya | csoportmérkőzés (B. csoport) | Lengyelország–Jugoszlávia | 2 : 0    | 14 000      |
| 1979. szeptember 4. | Olimpiai Stadion, Tokió | egyik elődöntő               | Argentína–Uruguay         | 2 : 0    | 20 000      |

---
A világbajnoki döntőhöz vezető úton Spanyolországba a XII., az 1982-es labdarúgó-világbajnokságra a FIFA JB játékvezetőként alkalmazta. 
A FIFA JB elvárása szerint, ha nem vezetett, akkor partbíróként tevékenykedett. Egy csoportmérkőzésen egyes számú besorolást kapott, játékvezetői sérülés esetén továbbvezethette volna a találkozót. Világbajnokságon vezetett mérkőzéseinek száma: 1 + 1 (partbíró).

##### 1982-es labdarúgó-világbajnokság

###### Selejtező mérkőzés
| Időpont           | Helyszín                     | Mérkőzés típusa           | Mérkőzés               | Eredmény | Nézők száma |
| ----------------- | ---------------------------- | ------------------------- | ---------------------- | -------- | ----------- |
| 1980. október 28. | Princes Park Stadion, Párizs | előselejtező (2. csoport) | Franciaország–Írország | 2 : 0    | 44 800      |
| 1981. október 10. | Központi Stadion, Lipcse     | előselejtező (7. csoport) | NDK–Lengyelország      | 2 : 3    | 85 000      |

###### Világbajnoki mérkőzés
| Időpont          | Helyszín                         | Mérkőzés típusa              | Mérkőzés             | Eredmény | Nézők száma |
| ---------------- | -------------------------------- | ---------------------------- | -------------------- | -------- | ----------- |
| 1982. június 14. | Sanchez Pizjuan Stadion, Sevilla | csoportmérkőzés (F. csoport) | Brazília–Szovjetunió | 2 : 1    | 68 000      |

#### Labdarúgó-Európa-bajnokság
Az európai-labdarúgó torna döntőjéhez vezető úton Olaszországba a VI., az 1980-as labdarúgó-Európa-bajnokságra és Franciaországba a VII., az 1984-es labdarúgó-Európa-bajnokságra az UEFA JB játékvezetőként foglalkoztatta.

##### 1980-as labdarúgó-Európa-bajnokság

###### Selejtező mérkőzés
| Időpont       | Helyszín                        | Mérkőzés típusa           | Mérkőzés  | Eredmény | Nézők száma |
| ------------- | ------------------------------- | ------------------------- | --------- | -------- | ----------- |
| 1979 május 5. | Espenmoos Stadion, Sankt Gallen | előselejtező (4. csoport) | Svájc–NDK | 0 : 2    | 9 000       |

##### 1984-es labdarúgó-Európa-bajnokság

###### Selejtező mérkőzés
| Időpont            | Helyszín              | Mérkőzés típusa           | Mérkőzés             | Eredmény | Nézők száma |
| ------------------ | --------------------- | ------------------------- | -------------------- | -------- | ----------- |
| 1983. december 21. | Poljud Stadion, Split | előselejtező (4. csoport) | Jugoszlávia–Bulgária | 3 : 2    | 30 000      |

###### Európa-bajnoki mérkőzés
| Időpont          | Helyszín              | Mérkőzés típusa              | Mérkőzés          | Eredmény | Nézők száma |
| ---------------- | --------------------- | ---------------------------- | ----------------- | -------- | ----------- |
| 1984. június 16. | Gerland Stadion, Lyon | csoportmérkőzés (A. csoport) | Dánia–Jugoszlávia | 5 : 0    | 34 745      |

#### Mundialito
1980-ban a labdarúgó-világbajnokságok 50. évfordulójára a FIFA Argentínában Copa de Oro de Campeones Mundiales, Mini világbajnokság emléktornát rendezett. A tornán azoknak az országoknak a válogatottjai vettek részt, akik elnyerték a világbajnokságok döntőit. Hollandia Anglia visszalépésével kapott meghívást. A tornán játékvezetői szolgálatra kapott megbízást.
| Időpont         | Helyszín                       | Mérkőzés típusa              | Mérkőzés       | Eredmény | Nézők száma |
| --------------- | ------------------------------ | ---------------------------- | -------------- | -------- | ----------- |
| 1981. január 1. | Estadio Centenario, Montevideo | csoportmérkőzés (B. csoport) | Argentína–NSZK | 2 : 1    | 60 000      |

#### Nemzetközi kupamérkőzések

##### UEFA-kupa
| Időpont          | Helyszín                 | Mérkőzés típusa   | Mérkőzés                         | Eredmény |
| ---------------- | ------------------------ | ----------------- | -------------------------------- | -------- |
| 1985. március 6. | Old Trafford, Manchester | egyik negyeddöntő | Manchester United FC–Videoton FC | 1 – 0    |